# Pitnus galapagoensis
Pitnus galapagoensis là một loài bọ cánh cứng trong họ Ptinidae. Loài này được Franz miêu tả khoa học năm 1985.